# Petr z Courtenay
Petr z Courtenay (1218 – 1249/1250, Egypt) byl francouzský rytíř a člen kapetovského rodu Courtenay, jedné z větví královského rodu Kapetovců. Od roku 1239 až o své smrti vládl jako pán Conches-en-Ouche a Mehun-sur-Yèvre. Na vitrážích katedrály v Chartres je zpodobněn v pozici pokorného donátora a také jako rytíř na koni ve společnosti dalších významných pánů své doby, kteří patřili mezi aktivní křižáky.

## Život
Petr se narodil jako nejstarší syn Roberta z Courtenay, pána z Champignelles, a jeho manželky Matyldy z Mehunu. Po rodičích zdědil hrad Conches a Mehun. 25. srpna 1248 odplul se svým bratrancem, francouzským králem Ludvíkem IX. z Aigues-Mortes do Egypta na sedmou křížovou výpravu, v níž zahynul.
Většina historiků si myslí, že zemřel v bitvě u Al-Mansury 8. února 1250. Ten den vedl hrabě Robert I. z Artois předvoj křižáků do spontánního útoku na město. Předvoj se chytil do pasti bránících se Mameluků a všichni útočníci byli zabiti. Kronikář Jean de Joinville však míní, že Petr z Courtenay zemřel již dříve. Po dobytí egyptského přístavního města Damietta v červnu 1249 tábořila velká část křižácké armády vně městských hradeb, dokud nebyli na podzim připraveni na pochod do Al-Mansury. Egyptský sultán nabídl odměnu jednoho zlatého solidu za každou hlavu křižáka. V noci se Saracéni proplížili do křižáckého tábora, spící muže zabili v jejich stanech a usekali jim hlavy. Podle Joinvilla byl Petr z Courtenay jednou z obětí tohoto útoku. Joinville se však mohl mýlit. Joinville psal ve své kronice až deset let po události a Petr z Courtenay je v kronice později zmíněn ještě dvakrát v souvislosti s bitvou o Al-Mansuru. Vdova Petronila se v roce 1252 znovu provdala za Jindřicha II. ze Sully.

## Manželství a potomci
Petr se oženil s Petronilou, dcerou Gauchera z Joigny a Amicie z Montfortu. Manželé spolu měli jedinou dceru:
- Amicie z Courtenay (1250–1275), suo jure paní Conches a Mehunu, v roce 1262 se provdala za hraběte Roberta II. z Artois.